# المجتمع البلجيكي الناطق بالألمانية

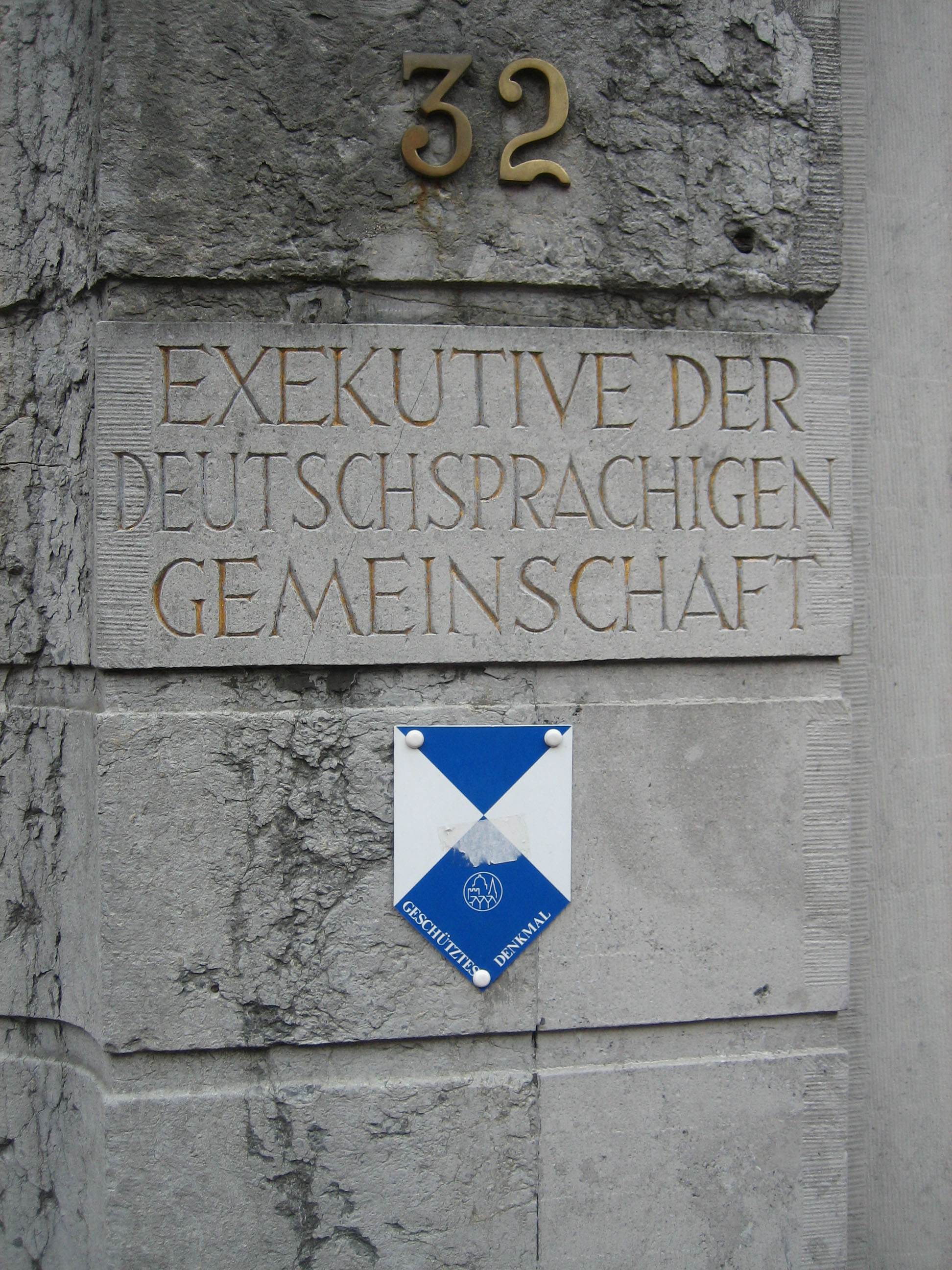
تنفيذ (حكومة) مجتمع ناطق بالألمانية يتقابل في Eupen.

المجتمع البلجيكي الناطق بالألمانية هو أحد المجتمعات الفيدرالية الثلاثة ببلجيكا. مغطياً مساحة 854 كم² داخل مقاطعة لياج (بالألمانية: Lüttich)‏ في والونيا، ويشمل تسع من إحدى عشر بلدية تسمى East Cantons ‏ (بالألمانية: Ost-Kantone)‏. والمتحدثون التقليديون لLow Dietsch، لغة ريبوارية وتنويعات Moselle Franconian ‏ , وأعداد السكان المحلية 75,000— حوالي 0.70% من الرقم القومي.